# Rian de Jong
Rian de Jong (Zoeterwoude, 15 april 1951) is een Nederlands beeldend kunstenaar die actief is als sieraadontwerper.

## Biografie
De Jong is opgeleid aan de Gerrit Rietveld Academie te Amsterdam, waar zij les heeft gehad van onder meer Marion Herbst.
Op verschillende (internationale) opleidingen en instituten verzorgt De Jong gastlessen en lezingen. Haar werk bestaat uit sieraden en draagbare objecten van ongebruikelijke materialen als hout, bont en koperdraad.